# 榆林高新技术产业开发区
榆林高新技术产业开发区位于陕西省榆林市西南部，是2012年8月经国务院批准升级为国家高新技术产业开发区的高新区，规划面积914平方公里，其中城市功能区28.4平方公里
。

## 历史沿革
- 1999年2月：经陕西省人民政府批准，设立省级榆林经济开发区。
- 2010年：经陕西省人民政府批准省级榆林经济开发区更名为省级榆林高新技术产业园区。
- 2012年8月：经国务院批准升级为国家高新技术产业开发区[2]。